# Hillside Cemetery
Hillside Cemetery is een Britse militaire begraafplaats met gesneuvelden uit de Eerste Wereldoorlog, gelegen in de Franse gemeente Le Quesnel (departement Somme). De begraafplaats werd ontworpen door William Cowlishaw en ligt in het veld op ruim 2 km ten noorden van het centrum van de gemeente (Église Saint-Léger). Ze heeft een nagenoeg vierkantig grondplan met een oppervlakte van ruim 611 m² en wordt omsloten door een natuurstenen muur. In de oostelijke muur is een schuilhuisje gebouwd waarin zich een zitbank en het registerkastje bevindt. Het Cross of Sacrifice staat centraal tegen de westelijke muur en in dezelfde muur bevindt zich een tweedelig metalen hek als toegang. Vanaf hier is het nog 190 m tot aan de hoofdweg (Rue de Caix).
Er liggen 105 doden begraven waaronder 3 niet geïdentificeerde.
De begraafplaats wordt onderhouden door de Commonwealth War Graves Commission.

## Geschiedenis
Het dorp was al enige tijd in handen van de Britse troepen maar werd op 27 maart 1918 door de Duitsers tijdens het lenteoffensief door hen veroverd. Op 9 augustus daaropvolgend werd het door het 75th Canadian Infantry Battalion heroverd. De begraafplaats werd in dezelfde maand door het Canadian Corps aangelegd.
Onder de geïdentificeerde slachtoffers zijn er 7 Britten en 98 Canadezen

### Onderscheiden militairen
- majoor Ivan Steele Ralston, kapitein Rupert Austin Orme en luitenant Hedley John Goodyear, allen dienend bij de Canadian Infantry, werden onderscheiden met het Military Cross (MC).
- sergeant Charles Robert Holmberg en de soldaten A.J. Beech en A. Noble, allen dienend bij de Canadian Infantry, werden onderscheiden met de Military Medal (MM).